# Hadromerella setosa
Hadromerella setosa är en tvåvingeart som beskrevs av Meijere 1916. Hadromerella setosa ingår i släktet Hadromerella och familjen styltflugor. Inga underarter finns listade i Catalogue of Life.